# مبارك الفيصل السعود الصباح
الشيخ مبارك الفيصل السعود الصباح (مواليد 1951) رئيس الديوان الأميري بدولة الكويت منذ 12 أكتوبر 2020  وكان سابقاً رئيسًا لديوان ولي العهد خلال الفترة 2008 حتى 12 أكتوبر 2020. 